# Sefyu
Sefyu, de son vrai nom Youssef Soukouna, né le 20 avril 1981 à Paris, est un rappeur franco-sénégalais[source secondaire nécessaire].
Sefyu se lance initialement dans une carrière de footballeur, et est en parallèle membre d'un groupe local appelé NCC. Il met un terme à ses activités dans le football pour se consacrer pleinement à une carrière musicale au début des années 2000. Il publie son premier album solo, Qui suis-je ?, en mai 2006. Il suit deux ans plus tard, de Suis-je le gardien de mon frère ? en 2008. Il publie un troisième album solo intitulé Oui je le suis en octobre 2011. En avril 2019, Sefyu publie son quatrième album solo, Yusef, avec une signature au label Polydor.
Durant sa carrière musicale, il collabore avec d'autres rappeurs français tels que Rohff, Ol Kainry, Kenza Farah, Rim'K, Seth Gueko ainsi que La Fouine.

## Biographie

### Jeunesse et débuts
Youssef Soukouna est né le 20 avril 1981 à la Goutte d’Or, Barbès, dans le 18e arrondissement de Paris. Il grandit au sein d'une fratrie de quatre frères et trois sœurs . Ses parents sont originaires de Tambacounda, une ville située dans le sud-est du Sénégal,. Il s'inscrit au Comité Sports et Loisirs d’Aulnay-Sous-Bois, en Seine-Saint-Denis, à l'âge de 10 ans, où il joue avant-centre aux côtés du jeune Alou Diarra,.
Avant sa carrière musicale, il joue à haut niveau au poste d'ailier gauche, en foulant les pelouses du centre de formation d'Arsenal à Londres, au Royaume-Uni. Youssef découvre en parallèle la musique chez son oncle grâce aux voix de Michael Jackson, James Brown et Bob Marley, et commence à rapper très jeune en écrivant ses premiers textes dans la chambre de son ami Baba. En 1992, Youssef commence à jouer de la batterie. En 1993, Sefyu, et ses amis Baba et Kuamen fondent le groupe NCC, (Nouveaux Clandés de la Cité) qui intègre un an plus tard le collectif d’Aulnay Team Dee Soul sous le nom de New City Connection. À cette période, Team Dee Soul publie une compilation qui fait participer NCC avec les chansons Tu vas récolter et Bosser, c’est espérer. En 1998, il s'installe pendant deux mois à Londres pour effectuer des essais. Il se blesse grièvement au genou, et repart à Paris,. Il quitte son groupe NCC la même année.

### Carrière musicale

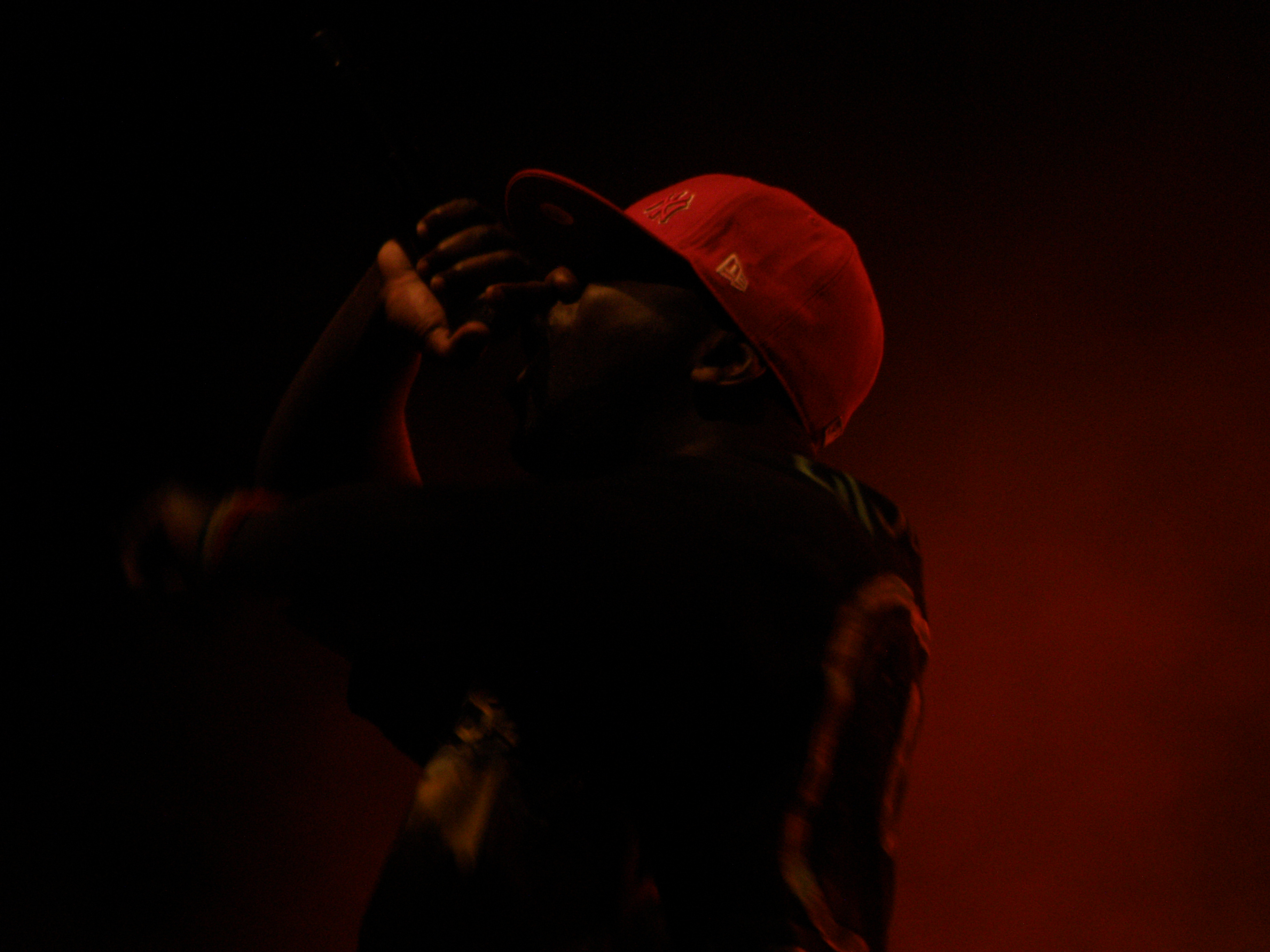
Sefyu aux Quartiers d'été, Rennes, en 2009.

Après avoir volontairement mis un terme à ses activités de footballeur, Youssef décide de s'investir intégralement dans le rap. Il choisit le pseudonyme de « Sefyu », verlan de son prénom « Youssef » écrit à la manière du japonais. Au début des années 2000, il fait plusieurs apparitions, comme notamment sur la chanson Code 187 issue du troisième album, La Fierté des nôtres, de Rohff. Il cache une petite partie de son visage, son front et ses yeux, l'aidant à ne pas se faire reconnaître devant les médias et estime ne pas avoir besoin de se montrer pour faire de la musique. Cependant, bon nombre de photos et de vidéos le montre à visage complètement découvert, comme à l'intérieur de l'album Qui suis-je ?. En 2001, Sefyu participe aux Francofolies de La Rochelle.
Sefyu publie son premier album solo, Qui suis-je ?, en mai 2006. L'album, qui contient 18 chansons aux textes combatifs est produit entièrement par thérapy aka 2093 futur producteur de kaaris et booba, que sefyu découvre en 2005 et signe sur son label G-huit. Cet album phare contenant des titres classiques tels que La vie qui va avec, est certifié double disque d'or avec plus 100 000 exemplaires vendus . Il multiplie ensuite ses apparitions. Humphrey sur le titre Pour mon peuple, et Krys sur Argent propre, argent sale. Il réalise aussi un featuring avec Medine intitulé Syndrome de Stockholm la même année. Son titre Lettre du front, qui dénonce la guerre et la souffrance des familles, sur l'album de Kenza Farah fut produit en 2007. Le clip sorti début 2008 le révèle au public RnB de Kenza Farah.  Sefyu réside actuellement à Aulnay-sous-Bois, ville dans laquelle il compose la plupart de ses morceaux. En parallèle à sa carrière musicale, Sefyu continue d’être actif dans le domaine social en faveur des quartiers défavorisés.
Le 12 mai 2008, il publie son deuxième album Suis-je le gardien de mon frère ? qui entre premier des top albums en France dès la première semaine avec 16 362 exemplaires et est certifié double disque de platine avec plus de 
200 000 exemplaires vendus . Il détrône ainsi des classements Madonna et son album Hard Candy,. La nuit du samedi au dimanche 1er mars 2009, Sefyu remporte la Victoire de la musique dans la catégorie « Artiste ou groupe révélation du public »,.
Son troisième album studio, Oui je le suis, est publié le 17 octobre 2011 est certifié disque d’or avec plus 80 000 exemplaires vendus. Sefyu annonce revenir en septembre 2013 avec une mixtape, puis par la suite à la fin de l'année 2013 devrait être suivi de l'album Yusef.
Après presque quatre ans d'absence dans le rap depuis la sortie de Oui je le suis, il annonce, le 18 mai 2015, avoir rejoint le label Polydor,.
Son retour musical se précise[source secondaire souhaitée] en mars 2019 avec la sortie d’un morceau intitulé Mal(à)laise. C'est le 12 avril 2019 que Sefyu publie son quatrième album solo, Yusef, huit ans après son dernier projet.

### Engagement
Sefyu partage désormais sa passion du football auprès des jeunes de la Seine St Denis et notamment en dirigeant le FC93. 
En décembre 2022, il cofonde l'association Banlieues Climat aux côtés de Sanaa Saitouli, Abdelaali El Badaoui et Féris Barkat. Cette association vise à fédérer, sensibiliser, inspirer les populations des quartiers populaires sur les questions environnementales et climatiques afin de faire émerger leurs voix et des projets locaux dans le débat public et développer leur pouvoir d’agir.

## Style musical
Le style particulier de Sefyu se caractérise par sa voix sombre mais surtout par ses expressions caractéristiques : « Crrr! », « Senegalo Ruskov (molotov) », « Crouille », « Ta gova », « Undercova (Undercover) » et « Mister cric cric ». Sefyu laisse la parole à des chanteuses de RnB comme dans Un point c'est tout et composé avec l'aide de Zaho, Sana et Mina s'expriment tour à tour pour dénoncer le manque de respect de certains fils envers leur mère.

## Discographie

### Albums studio
- 2006 : Qui suis-je ?
- 2008 : Suis-je le gardien de mon frère ?
- 2011 : Oui je le suis
- 2019 : Yusef

### Mixtapes
- 2005 : Molotov 4
- 2006 : Molotov 4 : 2e édition en attendant l'album

### Apparitions
- 2001 : La lutte
- 2001 : Sefyu feat. La K-Bine  - Des hommes en colère
- 2002 : Sefyu feat. Gentlemen - Vision 200
- 2003 : Sefyu feat. Rohff et Dry - Baiser
- 2003 : Sefyu feat. La K-Bine - Crimes impunis
- 2004 : Sefyu feat. Rohff et Alibi Montana et Kamelancien - Code 187 flow
- 2004 : Sefyu - Flow du Malawi
- 2005 : Sefyu feat. Ol' Kainry & Dany Dan & Alibi Montana & Nubi - Crie mon nom Remix
- 2005 : Sefyu feat. K.ommando Toxic - Pucc fiction Remix
- 2005 : Sefyu feat. Seth Gueko - Patate de forain (clip)
- 2005 : Sefyu feat. V-laskes - Interlude explicite
- 2005 : Sefyu feat. Samat & Larsen & Alibi Montana - Ghetto guerrier
- 2005 : Sefyu feat. Mic Fury & Segnor Alonzo - Street zoologie
- 2005 : Sefyu feat. Kuamen - On vit comme on peut
- 2005 : Sefyu feat. Gentlemen & NCC - Sourire de la haine
- 2005 : Sefyu feat. Chant des loups & Mano Kid Mesa - Territoire neutre
- 2006 : Sefyu feat. RR & A.P - On va te douiller
- 2007 : Sefyu feat. Aketo et Tunisiano & Six Coups Mc - Style certifié
- 2007 : Sefyu feat. Rim'K - Parloir fantôme
- 2007 : Sefyu feat. Kenza Farah - Lettre du front
- 2007 : Sefyu feat. Alibi Montana t LIM - Honneur au ghettos
- 2008 : Sefyu feat. Kemso - Nord-Est connecté
- 2008 : Sefyu feat. Ghetto Youss - Ma nouvelle marque
- 2008 : Sefyu feat. La Fouine et Soprano - Ça fait mal Remix
- 2008 : Sefyu feat. RR - L'œil du ghetto
- 2008 : Sefyu feat. Rim'K et Dry et Reda Taliani - La crise
- 2008 : Sefyu feat. Salah Edin - Tfoe
- 2008 : Sefyu feat. Kery James - Street lourd terrible
- 2011 : Sefyu - 5 Minutes
- 2011 : Sefyu - Turbo
- 2012 : Sefyu feat. Papa Tank & Elephant Man - Délire (sur l'album de Papa Tank)
- 2012 : Sefyu - Viens pas ici
- 2013 : Sefyu - F.D.P
- 2013 : Sefyu - Dur

## Récompenses
- 2009 : Artiste ou révélation du public aux Victoires de la musique
- Meilleur artiste aux MTV Awards Europe
- Artiste de la diaspora africaine
- Double Disque d'or avec l'album Qui suis-je
- Double disque de platine avec l’album Suis-je le gardien de mon frère
- Disque d'or avec l'album Oui je le suis.